# Radpanzer (Österreich)

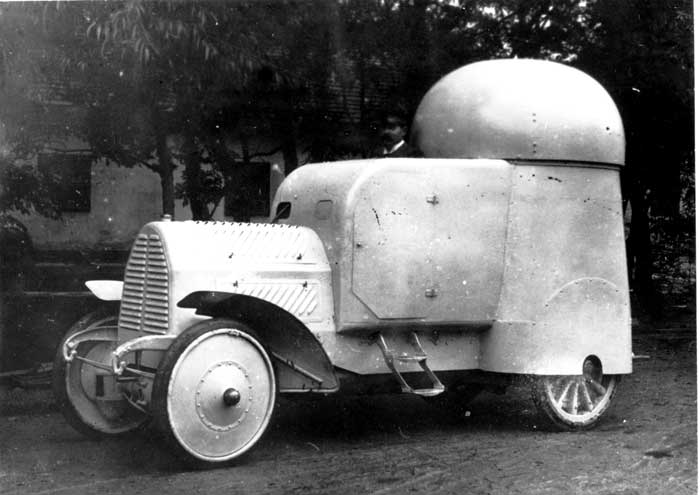
Radpanzer von Austro-Daimler

Schon im Vorfeld des Ersten Weltkrieges wurden in Österreich gepanzerte Radfahrzeuge entwickelt. Die Entwicklung dieser frühen Panzer wurde während des Ersten Weltkrieges und der Ersten Republik weitergeführt.

## Österreich-Ungarn
Während der Kaiserzeit wurde im Jahre 1906 das erste Panzerfahrzeug von Austro-Daimler entwickelt. Der Prototyp des Austro-Daimler Panzerwagen wurde zwar erfolgreich getestet, konnte sich aber bei der konservativen Militärführung nicht durchsetzen. Auch weitere Pläne u. a. für das erste gepanzerte Kettenfahrzeug wurden nicht verfolgt.

### Erster Weltkrieg
In den Ersten Weltkrieg zogen sowohl Österreich-Ungarn als auch das Deutsche Kaiserreich ohne Panzerfahrzeuge.
Aus heute wahrscheinlich nicht mehr nachvollziehbaren Gründen griff man nach Kriegsbeginn nicht auf die Konstruktionen der Vorkriegszeit zurück, auch wenn diese wie beim Austro-Daimler schon zehn Jahre alt waren.

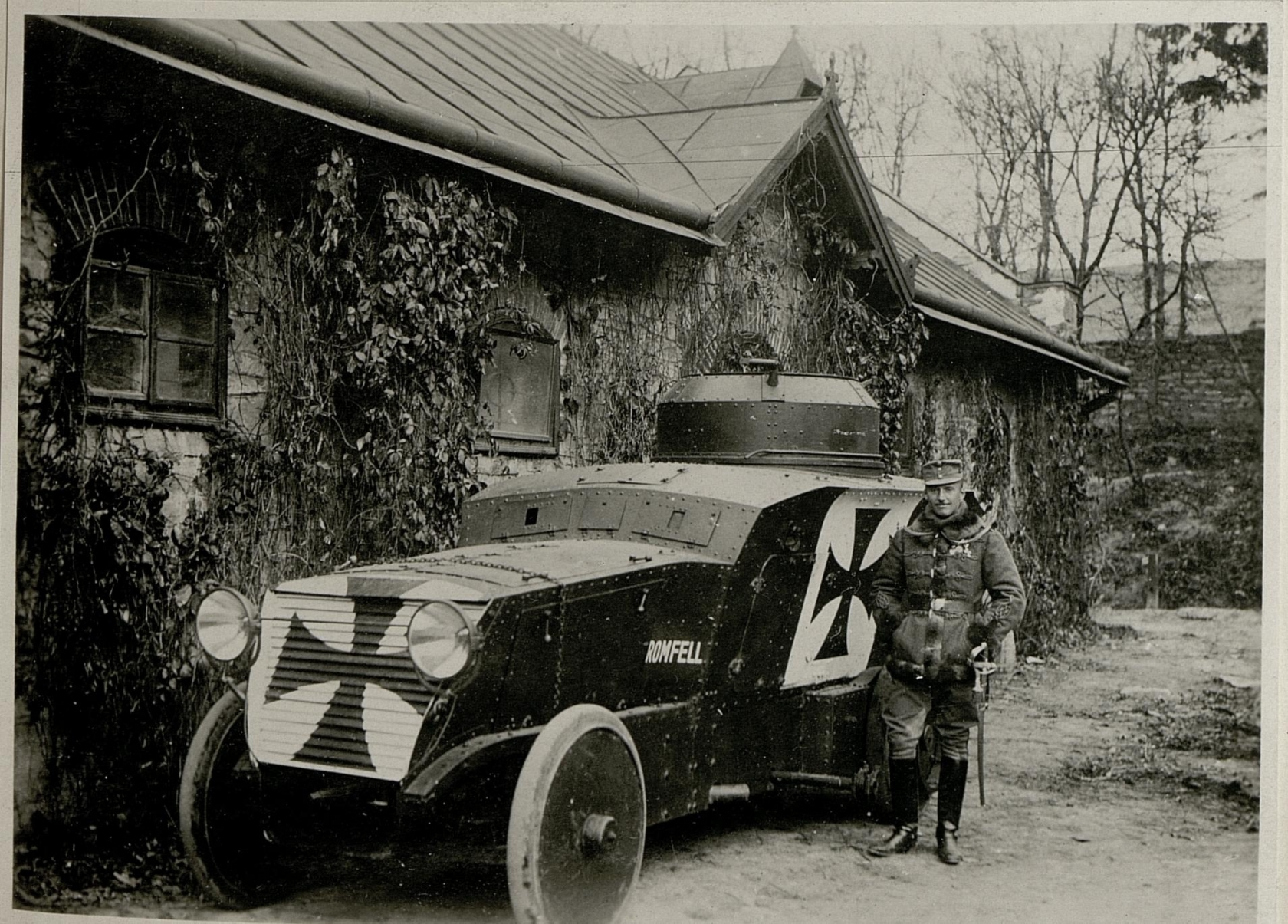
Romfell-Panzerwagen

- „Romfell“-Panzerwagen

Am 30. Juli 1915 fragte das Automobil-Ersatz-Depot in Budapest bei Siemens & Halske um die Kosten eines Funkgeräts für ein Panzerauto an.
Etwa drei Wochen später wurde Bericht erstattet über den durch Hauptmann Romanic und Oberleutnant Fellner erfolgten Umbau eines Mercedes-PKW in einen Panzerkraftwagen. Der Name „Romfell“ ergab sich aus der Zusammenfassung der Konstrukteure: ROManic und FELLner.
1917/1918 wurde möglicherweise ein zweites Panzerfahrzeug System Romfell gebaut.
- Junovicz-Panzerwagen

1915/1916 wurde nach den Plänen von Hauptmann Junovicz ein LKW-Fahrgestell mit einer Panzerung versehen und mit Maschinengewehren bewaffnet. Von diesem Straßenpanzer gab es vermutlich fünf Stück.
- Beuteradpanzerwagen

Zu den wenigen selbst und nicht in Serie gebauten Panzerkraftwagen kamen noch einige wenige erbeutete russische und italienische Straßenpanzer.
So wurde an der russischen Front in Galizien ein Austin-Putilow Radpanzer erbeutet. Ende 1917 gerieten an der Front gegen Italien ein Lancia- und ein Bianchi-Straßenpanzer in die Hände der k.u.k.-Armee.
Der russische Austin Straßenpanzerwagen und ein österreichisch-ungarischer „Romfell“ wurden später auch im Kärntner Abwehrkampf eingesetzt.
- Kettenpanzer

Nach dem ersten Einsatz von Kettenpanzern an der Westfront gegen das Deutsche Kaiserreich zeigte sich das Armeeoberkommando interessiert an derartigen Kampffahrzeugen, blieb aber weiterhin ablehnend gegen die Radpanzer.
Die vom Deutschen Kaiserreich entwickelten Kettenpanzer entsprachen nicht den österreichischen Vorstellungen. Eigene Entwicklungen und vor allem deren Produktion hätte aber die wirtschaftlichen Möglichkeiten der Donaumonarchie überfordert und so blieb es bei den wenigen Radpanzern.

## Erste Republik
Auch während der 1. Republik wurden in Österreich keine Kettenpanzer konstruiert oder produziert. Es gab lediglich ein kleines und ungepanzertes Kettenfahrzeug, das mit einem Maschinengewehr bewaffnet war.
Aus Italien kamen 1935 die vom Bundesheer eingesetzten Kleinkampfwagen vom Typ Fiat-Ansaldo CV 33. Sie waren mit Maschinengewehren bewaffnet. Schon im März 1934 trafen in Österreich vier Lancia-Ansaldo II/M 30 Straßenpanzerwagen ein.
Für die Wiener Polizei wurden in der Tschechoslowakei drei Panzerautos der Firma Škoda vom Typ PA-II angekauft. Diese wurden während des Bürgerkriegs in Österreich eingesetzt.
Die Firma Steyr-Daimler-Puch konstruierte und produzierte für das Bundesheer einen Radpanzer der Type ADGZ, die nach dem Einmarsch der deutschen Wehrmacht und dem „Anschluss“ an das Deutsche Reich von der Ordnungspolizei als Polizei-Panzerkraftwagen Steyr übernommen wurde.

## Zweite Republik
Der erste Radpanzer des Österreichischen Bundesheeres der 2. Republik war der von der US-amerikanischen Armee zurückgelassene Radpanzer M8 Greyhound, der auch bei der Grenzsicherung während des Volksaufstands in Ungarn Verwendung fand.
Die Firmen Saurer und Steyr-Daimler-Puch Spezialfahrzeuge widmeten sich der Entwicklung von Kettenpanzern (Schützenpanzer, Jagdpanzer „Kürassier“ und Bergepanzer „Greif“) sowie ungepanzerten Radfahrzeugen.
Um 1980 begann die Firma ÖAF aus Wien mit der Konstruktion eines 6 × 6 Aufklärungspanzers, für den zahlreiche Bauteile des ebenfalls von ÖAF stammenden sLKW verwendet wurden. Das Fahrzeug wurde aber nicht bis zur Einsatztauglichkeit und Marktreife entwickelt.
Derzeit international sehr gefragt ist der von Steyr entwickelte Radpanzer „Pandur“.